# Die Blauen und die Grauen
Die Blauen und die Grauen (Originaltitel: The Blue and the Gray) ist eine US-amerikanische Fernsehserie mit Starbesetzung, die vor und während des Sezessionskriegs spielt und die Geschehnisse aus der Sicht des Kriegsberichterstatters John Geyser (gespielt von John Hammond) erzählt.
Die Kurzserie wurde von Larry White und Lou Reda in Zusammenarbeit mit Columbia Pictures Television  produziert und zwischen dem 14. und 17. November 1982 in drei Teilen mit einer Gesamtlaufzeit von 381 Minuten auf CBS ausgestrahlt; später wurden die Rechte an The Coca-Cola Company verkauft. In Deutschland erfolgte die Erstausstrahlung in 6 Teilen von Februar bis April 1985 im Ersten; sie wurde bislang nicht wiederholt.

## Veröffentlichung
Die Serie, die auf einer Vorlage des Historikers Bruce Catton basiert und die in Arkansas gedreht wurde, erschien am 6. November 2001 auf DVD (auf drei Medien). Eine neu geschnittene, gekürzte Fassung mit einer Laufzeit von 296 Minuten erschien am 26. Juli 2005, ebenfalls auf DVD (auf zwei Medien). Im September 2017 erschien die vollständige Fassung mit einer Laufzeit von etwa 365 Minuten auf drei DVDs.
Regie führte Andrew V. McLaglen.

## Handlung
Die Serie porträtiert die Familien zweier Schwestern: Maggie Geyser und Evelyn Hale.
Die Geysers sind Bauern aus Charlottesville, Virginia. Sie haben zwar geteilte Meinungen zur Sklaverei, stehen aber hinter der Sache der Konföderation der Südstaaten. Eine Ausnahme in der Familie bildet Sohn John, ein künstlerisch veranlagter junger Mann, der mit den Sklaven im Süden sympathisiert und sich für die Befreiung der Schwarzen einsetzt.
Die Hales besitzen eine kleine Zeitung in Gettysburg in Pennsylvania. Sie stehen hinter den Unionsstaaten und gegen die Sklaverei, aber streben wie viele Nordstaatler eine friedliche Lösung der Probleme im Land an.
Das Drama beginnt im Jahr 1859, als John Geyser, der Protagonist der Serie, nach Pennsylvania reist, um als Berichterstatter für die Zeitung seines Onkels Jacob Hale zu arbeiten, da er das Leben auf dem Land nicht mehr aushält. Sein erster Auftrag führt ihn zum Prozess gegen den Abolitionisten John Brown, bei dem er den ehemaligen Jayhawker und Pinkerton-Detektiv Jonas Steele kennenlernt und sich mit ihm anfreundet.
Weihnachten 1860 kommt es zum Zerwürfnis mit seiner Familie, und John kehrt endgültig nach Pennsylvania zurück; Johns drei Brüder Matthew, Mark und Luke planen im Heer der konföderierten Staaten zu dienen. Seine drei Cousins Jake, Malachi und James Hale treten hingegen der Unionsarmee bei. John steht zwischen den Fronten, da er weder für die Südstaaten kämpfen noch gegen seine eigenen Brüder antreten möchte.
Nachdem er sich wieder mit Jonas Steele zusammengeschlossen hat, der der Unionsarmee inzwischen als Kundschafter dient, wird John Kriegsberichterstatter für Harper’s Weekly. John begleitet die Unionsarmee und wird Zeuge vieler wichtiger Ereignisse des Sezessionskriegs: die Erste Schlacht am Bull Run, der Halbinsel-Feldzug, die Schlacht um Vicksburg, die Schlacht in der Wilderness, General Lees Kapitulation bei der Schlacht von Appomattox, die Ermordung Abraham Lincolns.
Die Schlacht von Gettysburg stellt einen wichtigen Punkt der Handlung dar, auch wenn sie der Protagonist nicht selbst erlebt. Während des Krieges begegnet und verliebt sich John Geyser in Kathy Reynolds, einer Dame der Washingtoner Gesellschaft, die als Krankenschwester auf dem Kriegsfeld hilft.
Nach dem Ende des Krieges durchleben beide Familien schließlich eine schmerzliche Wiedervereinigung…